# Campeonato Nacional Femenino Sub-17 (Colombia)
El Campeonato Nacional Femenino Sub 17, es un torneo de fútbol femenino que se juega en Colombia entre las selecciones departamentales de todo el país afiliadas a la Difutbol, inició su primera edición el 30 de septiembre. Nace como reemplazo del anterior Campeonato Nacional Femenino que se jugaba con categoría libre y ahora se encuentra dividido en Sub-17 y Sub-20.

## Sistema de juego
El torneo es sucesor del Campeonato Nacional Femenino, participan 24 jugadoras nacidas a partir del 1 de enero de 1999 y 6 nacidas en 1998 de estas últimas al menos tres deben estar inscritas como titulares en cada partido.
Las fases durante cada torneo son:
- Fase Clasificatoria: Divididos en grupos según su ubicación geográfica con sedes fijas.
- Fase semifinal: Clasifican los dos primeros de cada grupo con sedes fijas a dos grupos (pentagonales).
- Fase final: Clasifican los dos primeros de cada grupo en la fase anterior y el líder será el campeón.

## Participantes 2014
| Equipo                         | Entrenador | Departamento    |
| ------------------------------ | ---------- | --------------- |
| Liga de fútbol de Amazonas     |            | Amazonas        |
| Liga Antioqueña de fútbol      |            | Antioquia       |
| Liga de fútbol del Atlántico   |            | Atlántico       |
| Liga de fútbol de Bogotá       |            | Bogotá          |
| Liga de fútbol de Bolívar      |            | Bolívar         |
| Liga de fútbol de Boyacá       |            | Boyacá          |
| Liga Caldense de fútbol        |            | Caldas          |
| Liga de fútbol del Cauca       |            | Cauca           |
| Liga de fútbol del Cesar       |            | Cesar           |
| Liga de fútbol del Chocó       |            | Chocó           |
| Liga de fútbol de Córdoba      |            | Córdoba         |
| Liga de fútbol de Cundinamarca |            | Cundinamarca    |
| Liga de fútbol del Guaviare    |            | Guaviare        |
| Liga de fútbol de La Guajira   |            | La Guajira      |
| Liga de fútbol de Magdalena    |            | Magdalena       |
| Liga de fútbol del Meta        |            | Meta            |
| Liga de fútbol de Nariño       |            | Nariño          |
| Liga de fútbol del Quindío     |            | Quindío         |
| Liga Santandereana de fútbol   |            | Santander       |
| Liga de fútbol de Sucre        |            | Sucre           |
| Liga de fútbol del Tolima      |            | Tolima          |
| Liga Vallecaucana de fútbol    |            | Valle del Cauca |
| Liga de fútbol del Vaupés      |            | Vaupés          |
| Liga de fútbol de Vichada      |            | Vichada         |

## Historial
* Ver Campeonato Nacional Femenino
| Año           | Sede          | Campeón             | Subcampeón          | Juego Limpio           |
| ------------- | ------------- | ------------------- | ------------------- | ---------------------- |
| 2013 detalles | Villavicencio | Selección Antioquia | Selección Bogotá    | Selección Cundinamarca |
| 2014 detalles | Manizales     | Selección Bogotá    | Selección Antioquia |                        |
| 2015 detalles | Bucaramanga   | Selección Antioquia | Selección Bogotá    |                        |

## Goleadoras y Valla menos vencida

### Máximas goleadoras por temporada
| Año  | País     | Goleador           | Goles | Equipo              |
| ---- | -------- | ------------------ | ----- | ------------------- |
| 2013 | Colombia | Valentina Restrepo | 16    | Selección Antioquia |
| 2014 | Colombia | Laura Barreto      | 16    | Selección Bogotá    |

### Valla menos vencida
| Año  | País     | Goleador            | Goles | Equipo           |
| ---- | -------- | ------------------- | ----- | ---------------- |
| 2013 | Colombia | Monica Sofia Florez | 1     | Selección Bogotá |